# 五・一五メモ
五・一五メモ（ごいちごめも）とは、沖縄返還が行われた1972年5月15日に、日米合同委員会で作成された在沖米軍基地に関する合意。日米地位協定第2条に基づくもので、作成当時非公開とされた。1973年4月、県道104号線を封鎖しての米軍による実弾射撃訓練に関して、「県道は日米合意によって米軍への提供施設となっており米軍は常時使用してよい」といった説明がなされる中で存在が明らかになった。1997年3月25日、全文が明らかにされた。

## 概要
1972年5月15日に行われた沖縄返還で、沖縄の施政権は日本政府に属することになったが、このことは沖縄の国際関係はそれまでに日本が結んだ条約などに規律されることを意味した。沖縄返還協定の第三条は琉球に駐留していた米軍についてこれに関連する規定であり、返還後に沖縄県に駐留する米軍が日米安保条約などに規定されることを確認する条項である。
上記の規定に従うと、日米地位協定第二条に基づいて、沖縄県に駐留する米軍についても協定や取り決めが必要になる。よって、返還当日の1972年5月15日に外務省で日米合同委員会第251回会合が開かれ、吉野文六アメリカ局長を日本側代表、リチャード・リー陸軍少将をアメリカ側代表として、基地に関する取り決めである「五・一五メモ」が作成された。そもそも日米合同委員会の議事録は日米双方の合意がないと公開されないという取り決めが第一回会合でなされているが、この合意も、日米双方の合意がないと公開されないと合意された。